# Kościół Bożego Ciała w Helu
Kościół Bożego Ciała w Helu – rzymskokatolicki kościół parafii Bożego Ciała w Helu, przy ulicy Żeromskiego w Helu, w dekanacie morskim archidiecezji gdańskiej. 

## Historia
1 marca 1928 roku bp Stanisław Okoniewski utworzył w Helu kurację. W 1929 roku z inicjatywy Klemensa Kohnke, ówczesnego sołtysa i przywódcy helskich Polaków, zawiązał się komitet budowy kościoła. Projekt architektoniczny przygotował inż. Stefan Cybichowski z Poznania.    
Budowę kościoła rozpoczęto 13 października 1932 roku. By pozyskać środki finansowe do budowy kościoła, helscy rybacy wydali m.in. cegiełki z wizerunkiem Matki Bożej Częstochowskiej. Na prośbę lokalnej społeczności, ks. Paweł Stefański z Jastarni poświęcenia kamienia węgielnego dokonał w uroczystość Najświętszego Ciała i Krwi Pańskiej, 18 czerwca 1933 roku.    

Zakończenie budowy miało nastąpić 23 lipca 1933 roku. 6 października 1933 roku konsekracji kościoła, jak również erygowania parafii pw. Bożego Ciała w Helu, dokonał ordynariusz chełmiński i zarazem jeden z fundatorów świątyni, bp Stanisław Okoniewski. 

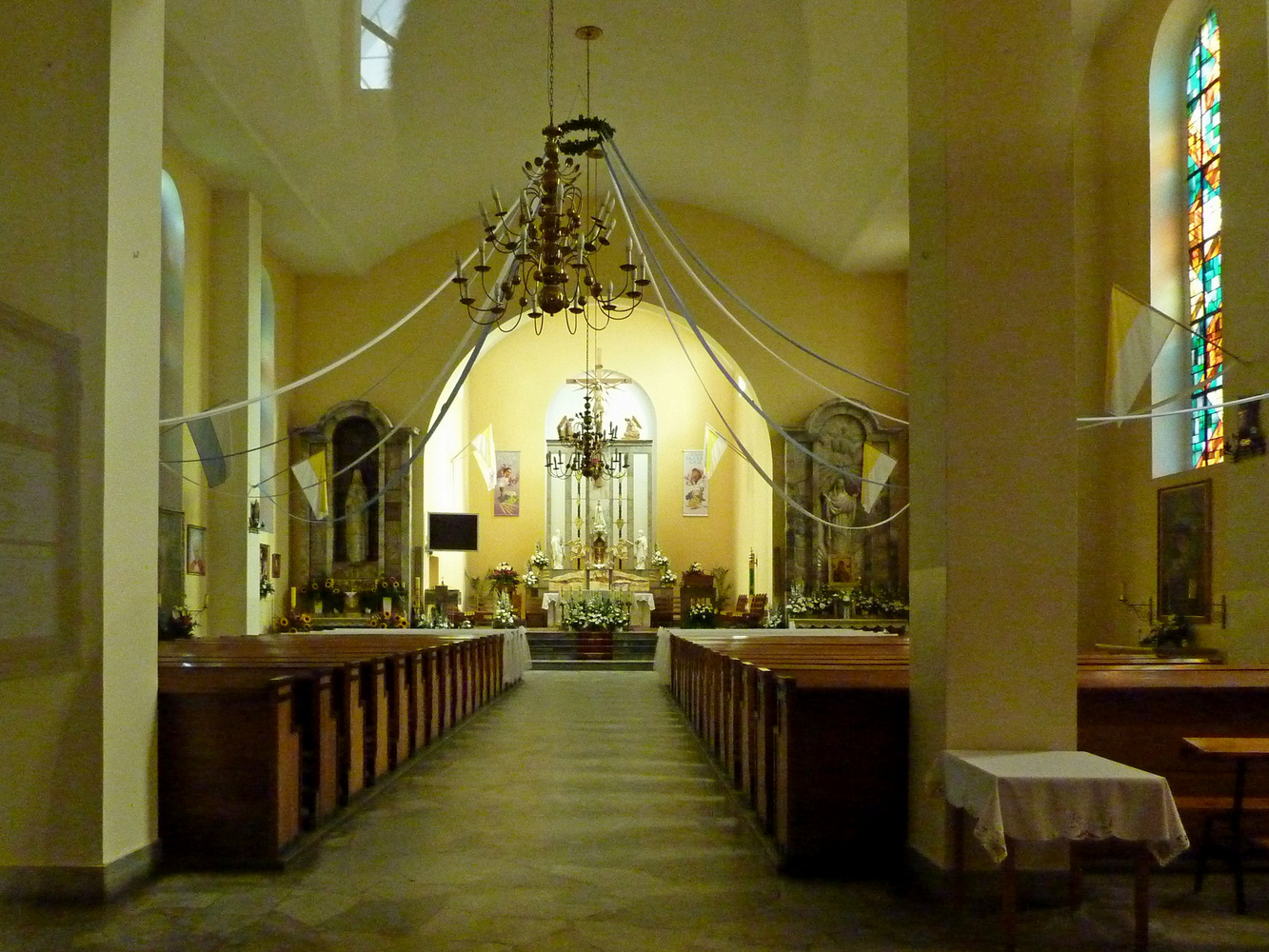
Wnętrze świątyni

Wnętrze kościoła początkowo skromne, w 1937 roku wypełniły ołtarze boczne: Matki Bożej Wniebowziętej (po prawej stronie) oraz Najświętszego Serca Jezusa (po lewej). Ołtarz NSPJ podlegał wykończeniu jeszcze w 1964 roku.  
W okresie II wojny światowej, po zajęciu Helu, żołnierze niemieccy wykorzystywali kościół jako magazyn, salę kinową i sypialnię. 
Od 1946 kościół parafialny znajduje się pod opieką ojców Franciszkanów.
W 1955 roku, w nawie głównej kościoła wzniesiono marmurowy ołtarz z krucyfiksem o wysokości 8,5 metrów. Od lat 60. na ścianach kościoła powstawały dekoracyjne malowidła. W 2011 roku na ołtarzu w nawie głównej stanęło tabernakulum z bursztynu, nawiązujące do wybrzeża Bałtyku i falującego morza. 
28 grudnia 1989 roku kościół wpisany został do rejestru zabytków przez Wojewódzkiego Konserwatora Zabytków w Gdańsku.  
Od 1933 roku na wieży kościoła znajdują się trzy dzwony: „Stanisław Biskup Męczennik” (największy), „Maryja Królowa Polski” (średni) oraz „Jan Wojciech, patron Polski” (mały). Zwyczajowo, wszystkie włączone dzwony obwieszczają śmierć parafianina.   
W kościele znajdują się również organy zbudowane w 1936 przez firmę Sauer. Pochodzą ze świątyni poewangelickiej z Pomorza Zachodniego. Zamontowane zostały w 1948 przez organmistrza Bronisława Cepkę z Popowa koło Wronek. Instrument posiada 28 głosów, 2 klawiatury, elektryczne: trakturę gry i trakturę rejestrów.  
W latach 2001 - 2021 w kościele odbywały się koncerty muzyki poważnej w ramach Międzynarodowego Letniego Festiwalu Kultury i Sztuki w Helu.